# نیکون کولپیکس ۸۷۰۰
نیکون کولپیکس ۸۷۰۰ (به انگلیسی: Nikon Coolpix 8700) یک دوربین عکاسی کامپکت ساخت شرکت نیکون است.